# Titularbistum Erythrum
Erythrum (ital.: Eritro) ist ein Titularbistum der römisch-katholischen Kirche.
Es geht zurück auf ein ehemaliges Bistum der antiken Stadt Erythron in der römischen Provinz Creta et Cyrene. bzw. in der Spätantike Libya Pentapolitana im heutigen nordöstlichen Libyen.
| Titularbischöfe von Erythrum |                    |                               |                  |                 |
| Nr.                          | Name               | Amt                           | von              | bis             |
| 1                            | Ghebre Jesus Jacob | Exarch von Asmara (Äthiopien) | 24. Februar 1951 | 22. Januar 1969 |